# Michele Granata
Michele Granata (Rionero in Vulture, 27 novembre 1748 – Napoli, 12 dicembre 1799) è stato un religioso e patriota italiano.
Frate carmelitano di ideali giacobini, ebbe un ruolo di rilievo durante la Repubblica Napoletana del 1799 e, con la restaurazione borbonica, fu condannato a morte assieme ad altri repubblicani.

## Biografia

### Inizi
Nacque a Rionero in Vulture il 27 novembre del 1748 da Ciriaco Granata, commerciante di origine spagnola, e da Maddalena Lauria, in una famiglia composta da sei fratelli e una sorella. Ricevette i primi insegnamenti dallo zio Mattia, sacerdote, ed entrò, ancora adolescente, nel seminario diocesano di Melfi e Rapolla, dove apprese i rudimenti delle lettere e delle scienze.
Dopo la morte del padre si trasferì, con il fratello minore Tommaso, a Napoli per proseguire gli studi, ed entrò nell'Ordine della Beata Vergine del Monte Carmelo con il nome di "Padre Francesco Saverio Granata da Rionero". Ritornò brevemente in Basilicata, stabilendosi nel convento dei carmelitani di Barile, divenendo Padre e lettore di teologia. Fu presto richiamato a Napoli nel convento del Carmine Maggiore, divenendo definitore perpetuo e provinciale.
Per motivi di salute, Granata fu trasferito nel convento della Trinità degli Spagnoli, situato in una zona più sana della città. Nel 1778, grazie al suo maestro Vito Caravelli, venne nominato professore di Filosofia e Matematica nella Reale Accademia Militare Borbonica della Nunziatella. Due anni dopo pubblicò le opere Cenni sulla vita di Nicolò Martino ed Elementi di Algebra e Geometria.

### Attività politica
Nonostante i vivaci studi lo entusiasmino, il governo borbonico, che portò alla repressione dell'élite intellettuale dell'epoca, mette Granata in pericolo; di conseguenza, a causa delle sue idee liberali, nel 1787 fu rimosso dall'insegnamento, ricevendo comunque una pensione. Nel 1789 fu richiamato come docente presso la Nunziatella e nel 1791 pubblicò dei versi in Omaggio a Ferdinando IV, renduto dalla Regia Accademia militare, in occasione del ritorno del sovrano a Napoli dopo un viaggio a Vienna.
Nel 1793, Granata abbandona l'insegnamento per diventare rettore dei carmelitani di Santa Maria della Vita, nel convento di Montesanto di Napoli ma tornò ad avere ostilità con il governo borbonico poiché, nel 1794, prese pubblicamente le difese di Tommaso Amato, un giacobino messinese arrestato nella chiesa del Carmine e giustiziato tre giorni dopo con l'accusa di aver cospirato contro la corona.
Nel 1795, Granata fu arrestato per le sue idee giacobine e condotto nella fortezza di Gaeta, assieme ad altri liberali. Grazie all'intervento del cardinale Fabrizio Ruffo, fu liberato nel 1798, assieme a lui altri liberali come l'amico Mario Pagano. Dopo la scarcerazione, tornò ad insegnare alla Nunziatella ma abbandonò subito per lasciare il posto al suo discepolo (nonché compaesano) Giustino Fortunato, prozio omonimo del noto meridionalista.

### La repubblica napoletana
Con la nascita della Repubblica napoletana (1799), dopo la cacciata del re Ferdinando IV da parte dei francesi, Granata prese parte alla vita politica del nuovo governo napoletano e fu uno dei maggiori esponenti della società patriottica. Anche il fratello Tommaso e il nipote Luigi (in seguito noto studioso di agronomia) ebbero un ruolo nella Repubblica, arruolandosi nella guardia civica. Il carmelitano ebbe inoltre la mansione di commissario del cantone di Sannazzaro, uno dei sei mandamenti in cui era stata suddivisa la città, e si dedicò all'educazione politica e religiosa dei ceti popolari.
Egli tentò di diffondere la sua attività di proselitismo anche nella natia Basilicata, inviandovi per tale fine il giovane Tommaso De Liso, ma non ebbe il tempo necessario a causa della breve vita della Repubblica Napoletana. Nel giugno 1799, quando Ferdinando IV tornò a Napoli grazie alla flotta inglese di Horatio Nelson e le truppe sanfediste del cardinale Fabrizio Ruffo erano ormai giunte alle porte della città, Granata si riunì, invanamente, in una commissione istituita dal governo repubblicano per organizzare la difesa della città.
Dopo la caduta della Repubblica partenopea, i sanfedisti si misero alla ricerca di Granata, che nel frattempo si diede alla fuga, e saccheggiarono la sua abitazione, credendo che il carmelitano si trovasse lì. Fu, infine, scovato e catturato nel convento di Montesanto e portato prima al Castello del Carmine e poi al Castel Nuovo.

### Morte
Dopo 5 mesi di detenzione in attesa di giudizio, la Suprema Giunta di Stato emise la sua condanna a morte il 5 dicembre 1799, oltre alla confisca dei suoi beni e la sua sconsacrazione effettuata da monsignor Giuseppe Corrado Panzini, vescovo di Ugento. Numerosi furono i reati contestati tra cui il raduno popolare nella piazza del Mercato all'arrivo dei francesi predicando contro la monarchia borbonica, l'iscrizione all'elenco della “Società Popolare” e la sottoscrizione di un documento che prevedeva la detronizzazione del re da ambedue i Regni.
Il 12 dicembre dello stesso anno, Granata fu giustiziato tramite impiccagione nella piazza del Mercato. Circa un secolo dopo la sua morte, il meridionalista Giustino Fortunato fece apporre una lapide sulla parete esterna della casa natale. Nel 1946 fu istituita in suo nome, sempre a Rionero, la Scuola Media. Il 6 giugno 1965 nei pressi della stazione ferroviaria di Rionero, fu affisso un busto bronzeo a perenne ricordo di questo patriota.